# Harry Peglar
Harry Peglar (Londres, 22 de febrero de 1812 – Isla del Rey Guillermo, c. 1848) fue un marino inglés que sirvió en la Royal Navy. Sirvió como capitán de proa, un rango de contramaestre, en el HMS Terror durante la expedición Franklin de 1845, que pretendía cartografiar el Ártico canadiense, encontrar el Paso del Noroeste y realizar observaciones científicas. Todo el personal de la expedición murió, incluido Peglar, principalmente en la isla del Rey Guillermo y sus alrededores. Aunque no se identificaron sus restos, se encontraron varios de sus efectos personales junto con un esqueleto durante una expedición de rastreo de Francis Leopold McClintock, que constituyen uno de los únicos materiales escritos que se sabe pertenecieron a miembros de la expedición. Al principio de su carrera, participó en operaciones contra la esclavitud en África Occidental y sirvió en la primera guerra del Opio.

## Biografía

### Primeros años y educación
Era hijo de John y Sarah Peglar. Nació el 22 de febrero de 1812 y fue bautizado el 29 de noviembre de 1813 junto a su hermana Elizabeth, que había nacido en 1810. Su padre era armero y trabajaba en el 12 de Buckingham Row, en Londres. John Peglar era un radical político que votó a Francis Burdett.
Harry Peglar fue recibido por la Marine Society, una organización benéfica para ayudar a niños indigentes y formar marineros, el 4 de agosto de 1825. Cuando fue admitido, ya sabía leer y escribir, habiendo recibido posiblemente una educación temprana en la Blewcoat School, que estaba cerca de la dirección de su padre.

### Carrera naval

#### Comienzos
En septiembre de 1825, un mes después de su admisión en la Marine Society, Peglar fue enviado al HMS Solebay, una estación de entrenamiento en tierra donde fue iniciado en la marina, siendo entrenado en remo, navegación, manejo de velas, hacer nudos y empalmes, uso de equipos como la brújula, y manejo de cañones y otras armas, así como en lectura, escritura, habituación a la subordinación y disciplina naval, e instrucción religiosa, yendo a la iglesia de Deptford los domingos. Como a los demás marineros, se le proporcionó una biblia abreviada, un libro de oraciones y un juego completo de ropa y equipo (bolsa de lona, gorro, chaqueta, pantalones, camisas, levita de lona, medias, zapatos, pañuelo, gorro de lana, peine, cuchillo, aguja, hilo).

#### En el Caribe
Peglar fue licenciado "con buena conducta" de Solebay el 14 de diciembre de 1825, y enviado a bordo del ténder Star para unirse al HMS Clio, estacionado en los astilleros de Chatham. A bordo del Clio, sirvió como supernumerario de víveres mientras el buque viajaba a Portsmouth. A continuación, fue transferido al HMS Magnificent, un buque hospital, donde fue clasificado como Boy, supernumerario por salarios y vituallas, trabajando en las enfermerías. Navegó a Plymouth y luego a Port Royal, en Jamaica, donde el Magnificent se empleó como buque almacén a las órdenes del teniente John Mundell.
El siguiente barco de la Royal Navy en el que Peglar sirvió definitivamente fue el HMS Rattlesnake, de sexta clase y 28 cañones, que viajó por el Caribe en 1826 y 1827. Tras dejarlo, Peglar había escrito "tern over to H.M. Hulk Serreapis Commander Ellott [sic]", refiriéndose al HMS Serapis, estacionado en Port Royal bajo el mando de John Elliot. A pesar de ello, el nombre de Peglar no aparece en el libro de bitácora del Serapis. Mientras estuvo a bordo del Rattlesnake, al mando del capitán John Leith, Peglar recaló en la mayoría de los puertos de las Indias Occidentales, incluyendo Inagua, Puerto Príncipe, La Habana, Montego Bay, Santiago de Cuba, Chagres, así como Bermudas y Halifax, antes de regresar a Inglaterra y pagar en septiembre de 1827 en el astillero de Woolwich.

#### Regreso a Inglaterra
El 3 de septiembre de 1827, sólo unos días después de regresar a Inglaterra, Peglar se unió al HMS Perseus, estacionado en la Torre de Londres y comandado por el capitán James Crouch. Era un buque de depósito que sólo servía para recoger hombres para completar las dotaciones de los buques en comisión. El 14 de septiembre, Peglar fue enviado al HMS Prince Regent, estacionado en Chatham y al mando de George Poulett. Peglar fue licenciado por razones desconocidas. En su expediente se explicaba que le había hecho algo a un aprendiz, pero los detalles ya no son legibles.

#### Compañía Británica de las Indias Orientales
Tras ser licenciado, Peglar entró al servicio de la Compañía Británica de las Indias Orientales, y navegó a las órdenes de Thomas Larkins a bordo del Marquis Camden, con destino a la isla Santa Elena, ya que en él viajaba el general de brigada Charles Dallas, que fue nombrado gobernador. Dallas, su esposa y sus tres hijas desembarcaron en la isla el 29 de abril de 1828 bajo una salva de trece cañones que la tripulación del barco tripulaba. El Marquis Camden continuó entonces su viaje programado a Bombay y China. Poco después de abandonar Santa Elena, Peglar escribió que el Marquis Camden había sido alcanzado por un rayo, que mató a un sargento y a un soldado raso. A continuación, el buque recaló en las islas Paracels y Singapur, y visitó Krakatoa antes de regresar por Santa Elena y volver a The Downs por el Canal de la Mancha el 7 de julio de 1829. Todos los hombres fueron licenciados dos días después.
Un buque de bloqueo costero en The Downs llamado Ramillies fue el siguiente barco en el que sirvió Peglar. El deber del barco era investigar el contrabando entre Inglaterra y Francia. El Ramillies era conocido por haber sido un barco en el que Hugh Pigot había llegado a dar anteriormente 1 361 latigazos a sólo 28 hombres en una mañana, elevando la cifra a 2 000 en los meses siguientes. Peglar pasó un tiempo mínimo en el buque, siendo trasladado al HMS Antelope, el buque auxiliar del Ramillies, dedicado al mismo trabajo.

#### Primer retorno a la Royal Navy y segundo servicio en las Indias
Regresó a la Royal Navy a bordo del HMS Talavera, un buque de tercera clase y 74 cañones que operaba desde Sheerness. Hugh Pigot, que había mandado el Ramillies, había sido puesto al mando del Talavera el 15 de septiembre de 1829. Peglar escribió para ser licenciado del Talavera, y lo consiguió.
De nuevo fuera de la Royal Navy, regresó a las órdenes de Thomas Larkins a bordo del Marquis Camden, que zarpó hacia Santa Elena, Bombay, Penang, Singapur y Macao. Sirvió desde el 14 de febrero de 1832 hasta que fue licenciado el 31 de mayo de 1833. No mencionó este servicio en su informe debido a que fue insatisfactorio: fue degradado a marinero ordinario en enero de 1833, confinado con grilletes y castigado con dos docenas de latigazos por embriaguez y conducta amotinada. En su relato sólo señaló un suceso, cuando la goleta Royal Tiger disparó sobre la cubierta de popa del Marquis Camden, matando al primer oficial John Fenn, que fue enterrado al día siguiente en tierra.

#### Segunda vuelta a la Royal Navy
Peglar se alistó, el 4 de abril de 1834, en el bergantín-goleta de 18 cañones HMS Gannet, que navegó primero por el Mediterráneo antes de cruzar el Atlántico para prestar servicio durante cuatro años en Norteamérica y las Indias Occidentales. Es posible que el servicio de Peglar volviera a ser insatisfactorio, ya que fue clasificado inicialmente como capitán de proa, un contramaestre superior, pero prestó servicios de menor categoría, como artillero y timonel de capitán, terminando su servicio como marinero capaz. A bordo del Gannet también se encontraba Thomas Armitage, que más tarde serviría junto a Peglar como artillero a bordo del Terror, y un hombre que ha sido propuesto como el cadáver que transportaba los objetos de Peglar. Otros dos futuros expedicionarios de John Franklin, Charles Hamilton Osmer y James Walter Fairholme, sirvieron a bordo del Gannet al mismo tiempo que Peglar.
En febrero de 1838, Peglar fue licenciado, incorporándose como marinero al HMS Temeraire en Sheerness. A continuación, Peglar sirvió brevemente a bordo del HMS Ocean, donde ingresó como marinero y alcanzó el grado de capitán de proa. Pasó al balandro HMS Wanderer, manteniendo este último puesto.

#### Operaciones contra la esclavitud
Peglar fue transferido al HMS Wanderer el 3 de diciembre de 1839, que zarpó hacia el Caribe en 1840. A partir de entonces, el Wanderer fue empleado a lo largo de la costa occidental de África, donde luchó contra la trata de esclavos. Gran Bretaña había abolido la trata de esclavos en 1807, y desde 1808 había empleado buques de la Royal Navy para participar en patrullas contra la esclavitud. Entre 1808 y 1860, la Escuadra de África Occidental apresó hasta 1 600 barcos implicados en la trata de esclavos y liberó hasta 150 000 africanos. El trabajo era peligroso, ya que los barcos rara vez estaban hechos para operaciones costeras, fluviales y en pantanos, y las enfermedades y la fiebre eran frecuentes. Las bases de la actividad antiesclavista ayudaron a redefinir el sentido de propósito de la Armada y a enmarcar las concepciones británicas de la misión civilizadora.
Desde el 17 de noviembre de 1839, el Wanderer estaba al mando de Joseph Denman, que dirigía el buque entre Cabo Verde y el cabo Palmas, en la actual Liberia. Debido a la actividad allí, Denman, como capitán, hizo tratados con los jefes locales y expulsó a los traficantes de esclavos antes de dirigirse a Sierra Leona, donde se emanciparon hasta 200 esclavos. La mayoría de los barcos negreros que operaban en la zona de Sierra Leona y Liberia estaban registrados bajo pabellón español, pero eran propiedad y estaban dirigidos por traficantes de esclavos estadounidenses y británicos que se veían empujados a operar en África (y en otros lugares, incluida Cuba) debido a las leyes nacionales que prohibían el comercio de esclavos. En 1840, mientras Peglar servía a bordo, la tripulación del Wanderer destruyó las dos últimas grandes fábricas de procesamiento de esclavos de África occidental. En mayo de 1840, la tripulación del Wanderer organizó una incursión y destruyó ocho depósitos de esclavos, liberando a 800 esclavos con destino a Cuba y capturando quince barcos negreros. Estas operaciones fueron la primera vez que se actuó directamente contra los campos de esclavos en tierra, en lugar de interceptar los barcos cuando salían o entraban en los puertos. Los hombres del Wanderer tuvieron que vadear aguas salobres y fangosas, dormir en ciénagas y vestir ropas perpetuamente húmedas, con la malaria como amenaza constante que incapacitó a dieciséis de los hombres.
El parlamentario británico Matthew Forster, que quería ampliar sus negocios mercantiles en Gambia, se opuso al testimonio de Denman de que Gran Bretaña no debía colonizar la costa y declaró ilegal la destrucción de las factorías, lo que llevó a los traficantes de esclavos a demandar a Denman y a la política británica a dejar de ser tan agresiva en la actividad antiesclavista como Denman había querido.

#### Primera guerra del Opio
El Wanderer se dirigió a la India y luego a China, donde participó en la primera guerra del Opio. En agosto de 1842, el buque ya navegaba por aguas chinas. Durante este viaje, los marineros tuvieron que enfrentarse a piratas malayos. Entre los que luchaban contra los piratas estaba George Henry Hodgson, que llegaría a servir como segundo teniente a bordo del HMS Terror durante la Expedición Franklin. El Wanderer y la balandra HMS Harlequin se enfrentaron a hombres de Aceh, tras ser acusados de piratería contra buques mercantes ingleses, lo que culminó con el incendio de dos aldeas locales y varias bajas de los dos barcos ingleses; el primer teniente del Harlequin perdió el brazo izquierdo y otros nueve hombres resultaron heridos hasta el punto de no poder seguir luchando. Peglar obtuvo el puesto de capitán de proa a bordo del Wanderer y fue calificado de "muy bueno" por Denman cuando fue licenciado el 27 de junio de 1844.

### Expedición Franklin

#### Preparativos
Peglar pasó varios meses en tierra antes de enrolarse en el HMS Terror a las órdenes del capitán Francis Crozier, el 11 de marzo de 1845 en Chatham. Durante esos meses, según el relato anónimo de un tripulante del Wanderer, fue propietario de una cervecería en Westminster. Otros dos hombres del Wanderer se enrolaron después de él: George Henry Hodgson (por recomendación del comandante del Erebus, James Fitzjames) y William Gibson, que había servido como marinero ordinario tanto en África Occidental como en China. El historiador marítimo Glenn M. Stein ha sugerido que Hodgson y/o Peglar intercedieron para que Gibson se uniera a la expedición; como marinero ordinario, a Gibson no se le habría permitido unirse a una expedición ártica, pero se llegó a un acuerdo por el que ocupó un puesto doméstico: mayordomo de oficial subalterno. Peglar no dejó ninguna asignación.

#### En el ártico canadiense
La expedición hibernó en la isla Beechey entre 1845 y 1846, donde murieron y fueron enterrados tres hombres. En septiembre de 1846, tras navegar presumiblemente por el estrecho de Peel y el de Franklin, los barcos se vieron acosados por el hielo en el norte del estrecho Victoria, varios kilómetros al norte de la isla del Rey Guillermo. En abril de 1848, el Erebus y el Terror seguían acosados por el hielo, y veintiún hombres, entre ellos el comandante de la expedición John Franklin y el teniente Graham Gore, habían muerto. El 22 de abril de 1848, Francis Crozier y otros ciento cuatro supervivientes abandonaron los buques, trasladaron el equipo, incluidas las embarcaciones, a través de veintiocho kilómetros de hielo marino y acamparon en el extremo noroeste de la isla del Rey Guillermo. El 26 de abril, el grupo partió en busca del río Back y de la ayuda de un puesto de la Compañía de la Bahía de Hudson en el continente canadiense. Todos los hombres murieron tras abandonar los barcos, la mayoría entre 1848 y 1851, aunque es probable que los barcos volvieran a tripularse y los plazos exactos son especulativos.
Peglar, junto con el resto del personal de la expedición, fue declarado muerto el 3 de marzo de 1854. Sus atrasos de paga fueron entregados a una hermana casada, que era su pariente más cercana.

## Esqueleto de Gladman Point
Poco después de la medianoche del 25 de mayo de 1859, Francis Leopold McClintock, mientras investigaba el destino de los tripulantes de la Expedición Franklin en la isla del Rey Guillermo, se topó con un esqueleto humano blanqueado parcialmente expuesto, boca abajo a lo largo de una cresta de grava. McClintock identificó el lugar a nueve millas al este del cabo Herschel, situándolo en Gladman Point. Se trata de los únicos restos humanos hallados en el tramo de 30 millas entre Washington Bay y Tulloch Point, y nunca fue enterrado, lo que indica que pudo tratarse de un rezagado solitario que se separó del grupo principal, posiblemente a causa de una ventisca repentina, un fenómeno meteorológico conocido en la isla.
El esqueleto llevaba consigo fragmentos de ropa y una cartera con un libro de bolsillo y varios papeles. McClintock creía que la letra del libro estaba escrita en alemán, pero era inglés escrito al revés, lo que daba lugar a palabras como "eht" por "the" y "meht" por "them". Entre los papeles se hallaba el certificado de marinero de Peglar, lo que dio lugar a que se denominaran los "Papeles de Peglar". Dos caligrafías diferentes, una de Peglar y otra no identificada, que se dirige a Peglar por su nombre, componen los documentos. Otros objetos que acompañaban al esqueleto eran un medio soberano de 1844, una moneda de seis peniques de 1831, un peine de bolsillo de cuerno con pelos de color marrón claro y un pequeño cepillo de ropa. Los restos no fueron recogidos por McClintock, y éste no facilitó ningún informe sobre su tratamiento tras el descubrimiento.
Se creía que el esqueleto no se había vuelto a encontrar. hasta 2022, cuando Douglas Stenton identificó que los relatos y mapas tenían errores geográficos, y que el yacimiento había sido hallado y excavado en 1973 por miembros del Primer Batallón del Real Regimiento Canadiense, el CFB London y el Instituto Civil y de Defensa de Medicina Medioambiental de Toronto (Canadá). Una fotografía fue tomada in situ y otra tras la excavación, tras haber sido montado de nuevo sobre una lámina de madera contrachapada. Los descubridores estimaron que el esqueleto pertenecía a una persona de unos 1,80 metros de altura en vida, pero se desconocen los métodos que utilizaron para determinarlo. Los huesos y algunos artefactos, consistentes en tres botones de metal forrados de tela, un botón de perla y varios trozos de tela, se recogieron y llevaron al Museo Nacional del Hombre de Ottawa (actual Museo Canadiense de la Historia). Los restos se analizaron en el museo, pero los resultados no se publicaron. En agosto de 2022 se desconocía el paradero de los restos y los artefactos, y el museo los clasifica oficialmente como "desconocidos".
El yacimiento de 1973 fue reexaminado en 2019, y se encontró un primer metatarsiano izquierdo, así como botones. Se considera que el metatarso es de los restos exhumados en 1973 y los análisis de ADN proporcionaron haplogrupos mitocondriales y del cromosoma Y que indican un varón de ascendencia europea, y los botones coinciden con los encontrados por buscadores anteriores.
Se han propuesto varias posibles identidades para el esqueleto.

### Harry Peglar
Debido a que se encontraron documentos personales de Peglar junto al cadáver, en un principio se identificó como suyo. A pesar de ello, es casi seguro que el esqueleto no sea suyo. El esqueleto iba vestido con uniforme de mayordomo, algo que un contramaestre de alto rango como Peglar nunca habría hecho. Como la persona llevaba los documentos importantes de Peglar en el momento de su muerte, Russell Potter sugiere que es probable que la persona fuera un amigo de Peglar que llevaba sus cartas después de que este hubiera muerto. Aunque es posible que Peglar llevara la ropa que tuviera a mano, entre los efectos había un pequeño cepillo de ropa, una pieza de equipo que llevaría un mayordomo o un criado de un oficial, lo que evidencia aún más que el esqueleto no era Peglar. Los estudiosos de la Expedición Franklin, entre ellos David C. Woodman, rechazan la idea de que fuera el cuerpo de Peglar.

### Thomas Armitage
Armitage era mayordomo de artillería a bordo del HMS Terror y tenía unos 40 años en 1845. Peglar y él se habían conocido anteriormente cuando sirvieron juntos entre 1834 y 1838 a bordo del HMS Gannet, y como mayordomo coincidía con la ropa y los objetos encontrados en el esqueleto. Los escritos que acompañaban al esqueleto incluían una mención a "Cumanar", en referencia a Cumaná (Venezuela), ciudad que Peglar y Armitage visitaron entre finales de 1834 y enero de 1835 mientras estaban a bordo del Gannet. El color del pelo de Armitage (castaño) y su estatura (1,70 m) coinciden con los del esqueleto. El Royal Museums Greenwich considera que Armitage es la identidad del esqueleto. Una de las líneas del diario narrativo dice "all my art Tom" (todo mi arte, Tom), lo que, según Russell Potter, puede representar un dialecto inglés en el que la letra inicial 'h' es muda, de modo que se deletrea "all my heart, Tom" (todo mi corazón, Tom)". En otro lugar, el escritor deletrea "open" como "Hopen", lo que indica que no está familiarizado con la ortografía de palabras con h muda al principio. Las pruebas sugieren que Armitage era analfabeto en 1826, ya que firmó su certificado de matrimonio con una X en lugar de su nombre, lo que hace menos probable que fuera el segundo escritor de los papeles de Peglar. En 1845, cuando hizo una adjudicación, todavía firmaba su nombre con una X, lo que indica que no había aprendido a escribir en los años transcurridos.

### William Gibson
El mayordomo del oficial subalterno William Gibson tenía una conexión más larga y reciente con Peglar, ya que sirvieron juntos entre enero de 1840 y junio de 1844 a bordo del Wanderer, trabajando juntos en operaciones contra piratas y esclavistas. Los escritos incluyen una referencia a "Comfort Cove", un lugar en la isla Ascensión que Peglar y Gibson visitaron juntos pero que Armitage no tiene constancia de haber visitado. Gibson también tenía el pelo castaño, al igual que Peglar y Armitage. Gibson sabía leer y escribir cuando se unió al Terror en 1845.

## Papeles de Peglar
Además del certificado de marinero de Peglar, la cartera encontrada con el esqueleto contenía varios documentos de papel: varios trozos de periódico, una narración manuscrita del servicio de Peglar que recorría los lados de un trozo de papel formando un cuadrado, una parodia del poema The Sea (traducido como "El mar") de Barry Cornwall de puño y letra de Peglar fechada el 21 de abril de 1847, varias anotaciones narrativas en un diario que incluían la captura de una tortuga, y varios trozos de papel con direcciones formateadas como cartas. La parodia del poema, que comienza "The C the C the open C it grew so fresh the Ever free", es un juego de palabras sobre el poema de Procter, en el que la "C" es un doble sentido socarrón de los genitales femeninos, que representa el deseo tanto de la libertad de las aguas abiertas como de una sexualidad sin restricciones, imposible de mantener en el contexto restrictivo y peligroso de un buque de la marina.
Uno de los versos más significativos es una copla que comienza con "O Death whare is thy Sting / the Grave at Comfort Cove". Se trata de un elogio, ya que el verso inicial pertenece al Servicio para el Entierro de los Muertos del Libro de Oración Común, un texto con el que todos los marineros de la Royal Navy debían estar familiarizados. Otras líneas, como "The Dyer was and whare Traffalegar [sic]", sugieren circunstancialmente que el servicio fúnebre transcrito era el de Franklin, ya que era el único miembro de la expedición que también era veterano de la batalla de Trafalgar. Otras referencias a sucesos ocurridos durante la expedición se encuentran también en el texto: un dibujo de "Lid Bay", un lugar encontrado por la expedición y llamado así por su forma de ojo, referencias a "botas nuevas", "suelo duro para cavar" (ya sea cavando tumbas o transportando trineos) y la frase "Terror Camp is clear", pero debido a la escasa legibilidad de los documentos falta el contexto completo, y la mayoría de las frases siguen siendo ilegibles sin técnicas forenses avanzadas. En una parte legible se lee "the 21st night a gread [sic]", que Russell Potter sugiere que puede referirse al 21 de abril de 1848, el día antes de que 105 supervivientes desertaran de los barcos y cuatro días antes de que se escribiera la última comunicación oficial, un apéndice a la Nota de Victory Point.
De las diversas direcciones indicadas en las cartas, sólo una ha sido identificada como legítima y con ocupante conocido: un tal William Eames Heathfield, químico con tienda en el número 10 de Pall Mall en Londres. Heathfield se hizo miembro de la Royal Geographical Society en 1863, y conocía a Roderick Murchison, lo que indica alguna relación con la exploración del Ártico, pero no se conocen vínculos entre él y Peglar o Armitage. Como la carta dice "a cargo de", es posible que el escritor deseara llegar a otra persona a través de Heathfield en lugar de mantener correspondencia con el propio Heathfield. Otras cartas son fantasiosas, incluida una dirigida a "Miss down fall" en la ficticia "Old Free Street".

## Arqueología forense
Cinco muestras de restos humanos del yacimiento NgLj-2 de la bahía de Erebus presentan rangos de isótopos de estroncio que indican que pertenecen a personas criadas en Londres. Peglar era uno de los candidatos, al igual que Joseph Andrews, John Bates, John Bridgens, George Cann, George Chambers, Charles Coombs, Edward Couch, Josephus Geater, William Gibson, James Hart, George Henry Hodgson, Thomas Jopson, Edwin Lawrence, Edward Little, Reuben Male, Thomas Plater, Robert Sargent, Luke Smith, James Thompson y William Wentzell.

## En la cultura popular
Peglar apareció en la novela de 2007 El Terror de Dan Simmons, un relato ficticio de la expedición perdida de Franklin con un giro de terror sobrenatural. También hizo acto de presencia en la adaptación televisiva de 2018 de la novela por parte de AMC, donde fue interpretado por Kevin Guthrie.